# Norton AntiVirus
Norton AntiVirus (NAV) is het bekendste product van Symantec en een van de meestgebruikte anti-virusprogramma's omdat het vaak voorgeïnstalleerd staat op nieuwe laptops en computers. Sinds de eerste versie in 1990 hebben meer dan 100 miljoen mensen over de hele wereld het gebruikt. In 1994 nam Symantec Central Point Anti-Virus (CPAV) over en veel van Norton AntiVirus komt hiervandaan.
Norton Antivirus heeft een LiveUpdate-functionaliteit waarmee eenvoudig nieuwe updates geïnstalleerd kunnen worden. Dit kan echter alleen met een geldig abonnement dat ieder jaar vernieuwd dient te worden. De nieuwste versies van Norton AntiVirus komen uit met een gratis abonnement.
Norton AntiVirus 2004 tot en met 2011 hebben een antipiraterijbescherming genaamd Productactivatie. Deze is vergelijkbaar met het activeringsproces in Windows XP en Office XP.